# Smug (Pojezierze Ińskie)
Smug – wzniesienie o wysokości 136,4 m n.p.m. na Pojezierzu Ińskim, położone w woj. zachodniopomorskim, w powiecie stargardzkim, w gminie Dobrzany. 
Teren wzniesienia jest objęty obszarem specjalnej ochrony ptaków Ostoja Ińska.
Ok. 0,6 km na południe od Smugu leży wieś Bytowo.
Nazwę Smug wprowadzono urzędowo w 1955 roku, zastępując poprzednią niemiecką nazwę Wein-Berg.